# Формоло, Давиде
Давиде Формоло (итал. Davide Formolo, род. 25 октября 1992 в Неграре, Италия) — итальянский профессиональный трековый и шоссейный велогонщик. На второй год участия в профессиональной лиге сумел выиграть этап на Джиро д’Италия 2015.

## Выступления
2012
2-й Чемпионат Италии по шоссейному велоспорту среди U-23
4-й Giro della Valle d'Aosta
8-й Girobio
2013
2-й Trofeo Matteotti
4-й Чемпионат Италии по шоссейному велоспорту среди U-23
2-й Giro della Valle d'Aosta
6-й Тур де л'Авенир
2014
2-й GP Industria & Artigianato di Larciano
2-й Чемпионат Италии по шоссейному велоспорту
4-й Тур Турции
6-й Джиро дель Эмилия
7-й Кубок Японии
7-й Тур Тайваня
7-й Тур Швейцарии
9-й Gran Premio di Lugano
2015
1-й на этапе 4 Джиро д'Италия
3-й Вуэльта Майорки
14-й Вольта Алгарви
1-й  Молодёжная классификация
9-й Тур Польши
9-й Тур Альберты
2016
4-й Тур Польши
9-й Вуэльта Испании
2017
10-й Джиро д’Италия
2018
6-й Тур Абу Даби
7-й Тиррено — Адриатико
7-й Льеж — Бастонь — Льеж
8-й Тур Польши
10-й Джиро д’Италия
2019
1-й на этапе 7 Вуэльта Каталонии
2-й Льеж — Бастонь — Льеж
2022
3-й Венето Классик

## Статистика выступлений

### Многодневные гонки
| Гранд-туры          |      |      |      |      |      |      |
| Гонка               | 2014 | 2015 | 2016 | 2017 | 2018 | 2019 |
| Джиро д'Италия      | —    | 31   | 31   | 10   | 10   |      |
| Тур де Франс        | —    | —    | —    | —    | —    |      |
| Вуэльта Испании     | —    | —    | 9    | —    | 22   |      |
| Многодневки         |      |      |      |      |      |      |
| Гонка               | 2014 | 2015 | 2016 | 2017 | 2018 | 2019 |
| Париж — Ницца       | —    | —    | —    | НФ   | —    | —    |
| Тиррено — Адриатико | —    | 27   | 47   | —    | 7    | 22   |
| Вуэльта Каталонии   | —    | —    | 15   | 12   | НФ   | 20   |
| Тур Страны Басков   | —    | 24   | —    | —    | —    | —    |
| Тур Романдии        | —    | —    | НФ   | —    | —    |      |
| Тур Швейцарии       | 7    | —    | —    | —    | —    |      |
| Тур Польши          | 16   | 9    | 4    | —    | 8    |      |

### Однодневки
| Монументальные        | 2014 | 2015 | 2016 | 2017 | 2018 | 2019 |
| --------------------- | ---- | ---- | ---- | ---- | ---- | ---- |
| Милан — Сан-Ремо      | —    | —    | —    | —    | —    | —    |
| Тур Фландрии          | —    | —    | —    | —    | —    | —    |
| Париж — Рубе          | —    | —    | —    | —    | —    | —    |
| Льеж — Бастонь — Льеж | —    | 32   | —    | 23   | 7    | 2    |
| Джиро ди Ломбардия    | 79   | —    | НФ   | НФ   | 23   |      |

| —  | Не участвовал  |
| НФ | Не финишировал |